# Дон Блекберн
Дон Блекберн (англ. Don Blackburn; 14 травня 1938, Кіркленд-Лейк — 17 лютого 2023) — канадський хокеїст, що грав на позиції крайнього нападника. Згодом — хокейний тренер.

## Ігрова кар'єра
Професійну хокейну кар'єру розпочав 1959 року.
Протягом професійної клубної ігрової кар'єри, що тривала 18 років, захищав кольори команд «Бостон Брюїнс», «Філадельфія Флаєрс», «Нью-Йорк Рейнджерс», «Нью-Йорк Айлендерс», «Міннесота Норт-Старс» та «Нью-Інгленд Вейлерс».
Усього в ВХА провів 146 матчів (40+74), в плей-оф 12 матчів (3+6); в НХЛ 185 матчів (23+44) у плей-оф 12 матчів (3+0).

## Тренерська робота
1975 року розпочав тренерську роботу. Працював з командами «Гартфорд Вейлерс» та «Нью-Інгленд Вейлерс».

## Тренерська статистика
| Команда                     | Сезон        | Регулярний сезон | Регулярний сезон | Регулярний сезон | Регулярний сезон | Регулярний сезон | Регулярний сезон | Плей-оф                      |
| Команда                     | Сезон        | І                | В                | П                | Н                | О                | Результат        | Результат                    |
| --------------------------- | ------------ | ---------------- | ---------------- | ---------------- | ---------------- | ---------------- | ---------------- | ---------------------------- |
| «Нью-Інгленд Вейлерс» (ВХА) | 1975–76      | 35               | 14               | 18               | 3                | (31)             | 3-є на Сході     | (асистент головного тренера) |
| «Нью-Інгленд Вейлерс» (ВХА) | 1978–79      | 9                | 4                | 5                | 0                | (8)              | 4-е в ВХА        | Програш у півфіналі          |
| «Гартфорд Вейлерс» (НХЛ)    | 1979–80      | 80               | 27               | 34               | 19               | 73               | 4-е в ДН         | поразка в чвертьфіналі       |
| «Гартфорд Вейлерс» (НХЛ)    | 1980–81      | 60               | 15               | 29               | 6                | (46)             | 4-е в ДН         | звільнений                   |
| Усього в НХЛ                | Усього в НХЛ | 140              | 42               | 63               | 25               |                  |                  |                              |